# 판판
판판(일본어: パンパン, 영어: pom-pom girl)은 제2차 세계 대전 후의 혼란기 일본에서 주로 주일 미군 장병을 상대로 한 가창(街娼)을 일컫는 말이다. 가스토리(일본어: カストリ) 문화 등과 함께 전후 일본의 혼란기를 상징하는 하위 문화를 형성한 것으로 지적된다.

## 같이 보기
- 위안부
- 미군 위안부
- 특수위안시설협회
- 가라유키상
- 요시와라